# Ruché
Pour l’article ayant un titre homophone, voir Rucher.
Le ruché N est un cépage noir de cuve de l'Italie, spécialement du Piémont.

## Origine et répartition géographique
Ce serait un cépage en provenance de Bourgogne mais la variété initiale est inconnue.
Il est classé cépage d'appoint en DOCG Ruché di Castagnole Monferrato.
En 1990, il couvrait 107 ha.
Le ruché donne des vins d'un rouge rubis pas trop foncé, avec de légers reflets violacés. Ils sont légèrement parfumés et fruités.

## Synonymes
Le ruché est connu sous les noms de rochè, rouche, rouchet, ruchè.